# 제2차 세계 대전 기간의 함부르크 폭격

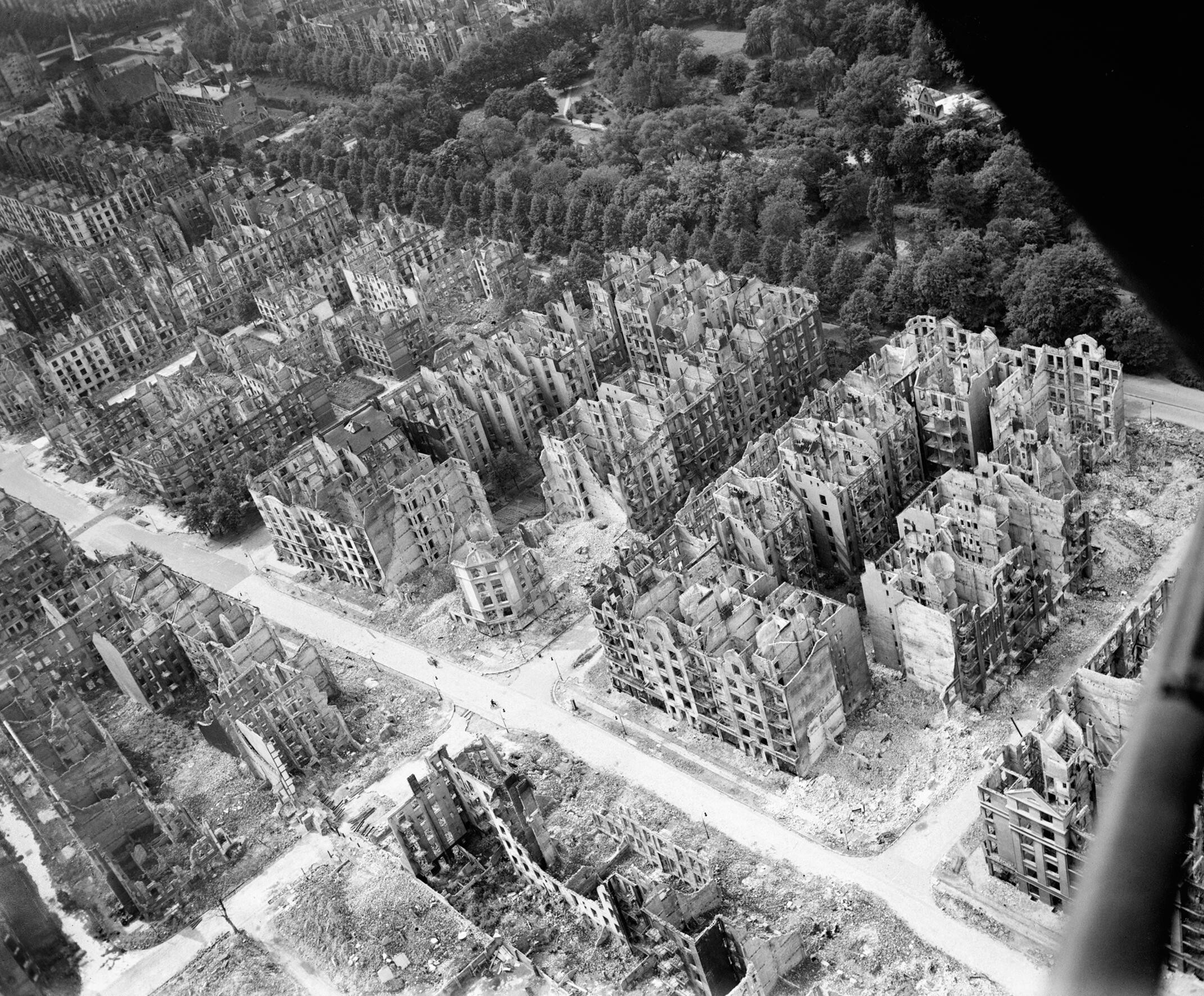
함부르크 에일베크 지역의 여파. 이 사진은 잔해의 대부분이 제거된 후에 찍은 것으로 추정된다. (유럽 전승 기념일 이후로 추정)

제2차 세계 대전 기간의 함부르크 폭격에는 민간인과 도시 기반 시설에 대한 수많은 공격이 포함되었다. 대도시이자 산업 중심지인 함부르크의 조선소, U-보트 펜, 함부르크-하르부르크 지역 정유소는 전쟁 내내 공격을 받았다.
제2차 세계 대전 동안 지속된 전략 폭격 캠페인의 일환으로, 1943년 7월 마지막 주에 진행된 공격인 코드명 고모라 작전(Operation Gomorrah)은 제2차 세계 대전 당시 영국 왕립 공군과 미국 육군 항공대가 일으킨 가장 큰 불폭풍 중 하나를 만들어냈다. II, 함부르크에서 약 37,000명이 사망하고 180,000명이 부상을 입었으며 도시 주택의 60%가 파괴되었다.
함부르크는 특히 전격전의 경험상 고폭탄보다 더 큰 피해를 입힐 수 있는 소이탄 공격에 취약하다고 여겨졌기 때문에 공격 대상으로 선정되었다. 함부르크에는 독일의 전쟁 노력을 지원하는 표적이 많이 포함되어 항해사가 비교적 쉽게 찾을 수 있었다. RAF와 USAAF를 대신하여 고폭탄과 소이탄의 최적 조합을 찾기 위해 신중한 연구가 수행되었다. 함부르크에서 폭풍이 발생하기 전에는 한동안 비가 내리지 않았고 모든 것이 매우 건조했다. 유난히 따뜻한 날씨와 좋은 조건 덕분에 폭격은 의도한 목표물 주위에 매우 집중되었고, 이로 인해 발생한 화재로 인해 소용돌이와 과열된 공기의 소용돌이치는 상승 기류가 발생하여 460미터 높이(1,510피트)의 불의 토네이도가 되었다.
지역 폭격, 패스파인더, H2S 레이더 등 이전에 사용된 다양한 기술과 장치도 함께 사용되어 특별한 효율성을 발휘했다. 코드명 "Window"인 초기 형태의 채프는 독일 레이더를 완전히 흐리게 하기 위해 RAF에서 처음으로 성공적으로 사용되었다. 이는 패스파인더가 떨어뜨린 알루미늄 호일 스트립 구름과 초기 폭격기 흐름이다. 이 습격은 함부르크의 독일 군비 생산에 심각한 피해를 입혔다.